# Magny-la-Fosse
Magny-la-Fosse település Franciaországban, Aisne megyében. Lakosainak száma 122 fő (2022. január 1.). Magny-la-Fosse Bellenglise, Lehaucourt, Joncourt, Levergies és Nauroy községekkel határos.

## Népesség
A település népességének változása:
| Lakosok száma | 139  | 145  | 160  | 132  | 127  | 124  | 125  | 124  | 122  | 122  |
|               | 1968 | 1982 | 1990 | 2006 | 2013 | 2015 | 2017 | 2019 | 2020 | 2022 |